# Ꝗ
Przekreślone q (duża litera: Ꝗ, mała litera: ꝗ) – diakrytyzowana litera łacińska powstała przez dodanie kreski do litery q.

## Użycie
Przekreślone q było często używane w języku łacińskim jako abrewiatura w celu skrócenia zapisywanego tekstu, odpowiadając członom quam, que, quan- (ꝗdo → quando, ꝗtum → quantum) oraz qui- (ꝗlꝫ → quilibet, ꝗdem → quidem) oraz we francuskim słowie que, co oznacza tylko. Ꝗ było także 26 literą alfabetu abchaskiego w latach 1928–1938 i odpowiadał spółgłosce zwarto-szczelinowej zadziąsłowo dźwięcznej (/d͡ʒ/). W dzisiejszej formie alfabetu jego odpowiednikiem jest cyrylicki dwuznak składający się z liter dże i miękki znak (џь). W języku irlandzkim było odpowiednikiem słowa ar które oznacza na. Jest również używane jako wariant zapisu spółgłoski szczelinowej języczkowo bezdźwięcznej ([χ]).

## Kodowanie komputerowe
| Znak | Unikod | Nazwa unikodowa                    | Nazwa polska                          |
| ---- | ------ | ---------------------------------- | ------------------------------------- |
| Ꝗ    | U+A756 | LATIN CAPITAL LETTER Q WITH STROKE | Wielka łacińska przekreślona litera q |
| ꝗ    | U+A757 | LATIN SMALL LETTER Q WITH STROKE   | Mała łacińska przekreślona litera q   |